# Eublemmoides duplexa
Eublemmoides duplexa är en fjärilsart som beskrevs av Moore 1877. Eublemmoides duplexa ingår i släktet Eublemmoides och familjen nattflyn. Inga underarter finns listade i Catalogue of Life.